# Krétakör
A Krétakör kortárs művészeti központ és produkciós iroda, amely a társadalomtudományok tapasztalatainak felhasználásával hoz létre kreatív közösségi játékokat. A szervezet elsősorban előadó- és médiaművészeti alkotásokat hoz létre; művészeti vezetője Schilling Árpád, ügyvezetője Potyondi Linda.

## Szervezete
Hogy azoké legyen, ami van, akik jól bánnak vele.
A Krétakör alapítványi formában működik és három szervezeti alegységből épül fel: produkciós irodából, előadó-művészeti és médiaművészeti műhelyből.

## Módszere
„Schilling nem csak a gyakorlatban, hanem már a Szabadulóművész-projekt kapcsán írásokban, interjúkban és tanulmányokban, cikkekben is kifejtette azt az újfajta ars poeticát, amit 2008 óta követ. Ennek lényege röviden két fontos tényezőben ragadható meg: az egyik az összes hagyományos színházi funkció megkérdőjelezése (néző, színész, rendező, szövegíró, tér), a másik pedig egy újfajta cél, amely elsősorban nem a színház esztétikai, sokkal inkább a társadalmi szerepére irányul.” (Oroszlán Anikó)
A Krétakör a Kreatív Közösségi Játékok fogalom bevezetésével definiálta saját tevékenységét:
A Kreatív közösségi játék olyan, csoportosan végzett performatív aktus, amely során a résztvevők közösen elfogadott szabályok mentén fejezik ki a szabadságérzetüket. A szabadságérzet olyan tudatállapot, amelyben az ember képes konstruktív válaszokat adni a környezeti ingerekre. Szabadságérzet akkor jön létre, amikor a közösség nem korlátozza az egyén kreativitását, hanem hasznosítja azt. A Kreatív közösségi játék minden olyan emberi tevékenységet magában foglal, amely a részt vevő egyén számára biztosítja az egészséges és tisztességes verseny feltételeit, hatékony és szolidáris együttműködésekben valósul meg, és kielégíti a „homo ludens” alapvető igényeit.
Kreatív – a társadalmi kérdésekhez, problémákhoz újító szándékkal, kreatívan viszonyul; a résztvevők számára ismereteket közvetít, aktivitásra serkenti és döntésre készteti őket.
Közösségi – a partnerre, résztvevőre együttműködőként tekint; feladatának tekinti a civil önrendelkezés erősítését és az alulról szerveződő kezdeményezések támogatását.
Játék – a létrehozandó eseményt a játék fogalmaival írja le, vagyis az élményszerű tapasztalatszerzést tartja az egyedül konstruktív pedagógiai és szocializációs módszernek.

## Projektjei
- A szabadulóművész apológiája, Budapest 2009. március 8. – május 1.

Városterápiás akciósorozat, amely 5 egymást követő akcióból állt, az első kettő egy-egy kiállítás volt köztéren (Nyitány) és a Gödör pincéjében (Rés), az utóbbit megtekintők regisztrálhattak egy színházi előadásra (Laborhotel), ezt három rendezőnő civil résztvevők szereplésével létrehozott egymással párhuzamosan futó előadása követte (összefoglaló nevén ezt a szakaszt Artproletarznak nevezték), az egész eseményt pedig május elsejei közös ünneplés zárta (Finálé). A több száz résztvevő bevonásával zajló eseménysorozatról Németh Gábor Péter dokumentumfilmet készített, ami szerepelt a 2010-es Magyar Filmszemle versenyprogramjában.
- Akadályverseny 2009 októberében mutatták be.

A Káva Kulturális Műhellyel közösen megvalósított TIE módszereket is felhasználó színházi játék középiskolákban. Egy alkalommal egy osztály vesz részt a foglalkozáson, amiben a Krétakör és a Káva munkatársai az iskola tanárait és igazgatóját alakították, a diákok pedig diák és tanár státuszban is alakítói lehettek a játéknak.
- A szabadulóművész analógiája 2009. október – 2010. január

A 2009-es akciósorozat inspiráció nyomán született Dargay Marcell koncertsorozata
- URBANRABBITs – bemutató: 2009. december 9. Châlons-en-Champagne, Franciaország

Cirkusz-színházi előadási a Centre National des Arts du Cirque végzős hallgatóival, melyet Schilling Árpád rendezett. Az előadás az iskola és a Krétakör koprodukciójában valósult meg.
- Anyalógia 2010. január

Színházi előadás, amely szintén a 2009-es projekt gondolatiságát vitte tovább, összesen háromszor játszották, a rendezője Schilling Árpád volt, szereplői Nagy Zsolt, Sárosdi Lilla és Lawrence Williams, aki a produkció zeneszerzője és zenésze is volt.
- Krétakör Majális 2010. április 30 – május 2.

A 2010-es pécsi Európa Kulturális Főváros programsorozat egyik eseménye volt a Krétakör által szervezett, helyi civil szervezetek részvételével megvalósított három napos nyilvános játék, ami Pécs bányász múltjára reflektált.
- Hol a határ? 2010. június – július

A Heineken Hungária mértékletes alkoholfogyasztásért való kampányában élő akciókkal és videómegosztókon terjesztett kisfilmekkel vett részt a Krétakör.
- Új Néző 2010. augusztus

Két borsodi faluban, Ároktőn és Szomolyán a Káva Kulturális Műhely drámapedagógus és az AnBlokk antropológus csoporttal együtt megvalósított részvételi színház. A projektről a Krétakör és Németh Gábor Péter is készített dokumentumfilmet, és a projekt során egy helyi roma fiatalok bevonásával részvételi (játék)film is készült Ilyen a popszakma címmel.
- Krízis 2011. június – október

Eltérő műfajú családtörténetet bemutató trilógia. Első része (jp.co.de) film, installáció és élő akció, melyet a Prágai Quadriennálén láthatott a közönség, a második rész (Hálátlan dögök) kamaraopera, melynek a Bajor Állami Operaház nyári fesztiválján volt a bemutatója, a harmadik pedig professzionális színészekkel (a volt Krétakör Színház társulatának tagjaival) és erdélyi gyerekekkel megvalósuló színházi előadás (A papnő), melyet a Trafó – Kortárs Művészetek Háza tűzött műsorára Budapesten.

## Bázis

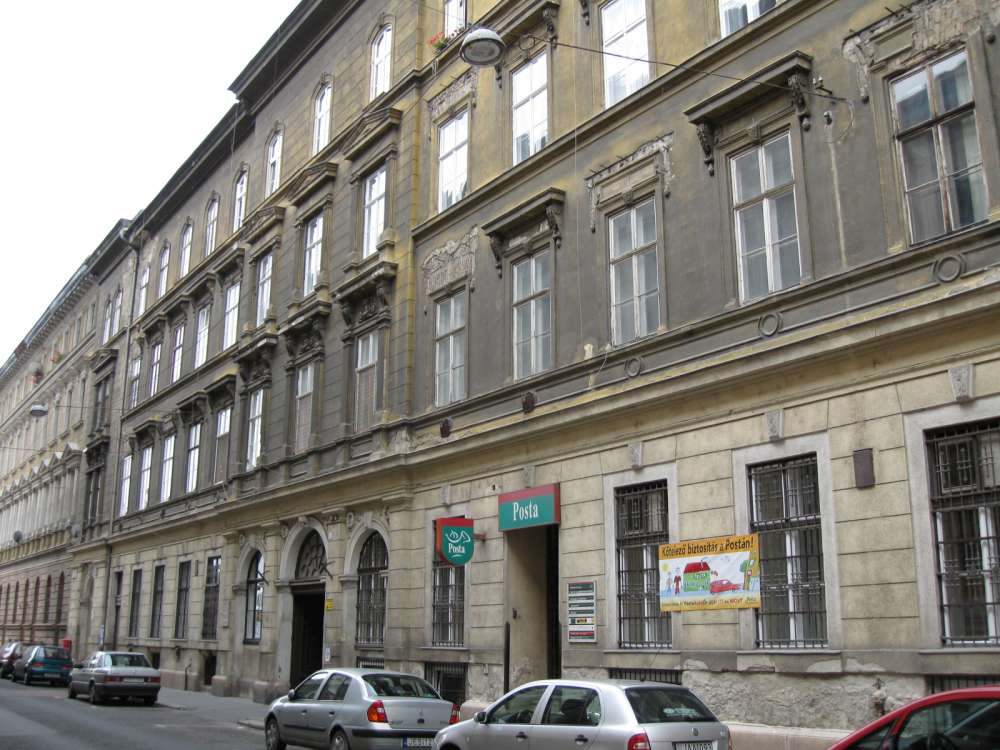
A színháznak otthont adó épület

2008-tól a szervezet székhelye a Krétakör Bázis a Krétakör Alapítvány által fenntartott, a Ferencvárosi Önkormányzat tulajdonában álló kulturális, befogadó tér, amely a Gönczy Pál utca 2. szám alatt található társasház második emeletén, 600 m2 alapterületen működik. 
Az utca névadója a kiegyezést követő időszak népoktatásügyének meghatározó alakja volt. Az épületen belül 1895-ben báró Eötvös Loránd, fizikus, édesapja, báró Eötvös József író és oktatási miniszter emlékére egyetemi diákotthont alapított tehetséges, nehéz anyagi helyzetben élő, főleg vidéki tanulók számára. A legendássá vált Eötvös Kollégium az akkori Csillag utca 2. számú házban kezdte meg működését. Innen költözött tizenöt év múlva a Ménesi út 11–13.-ba, az Alpár Ignác tervezte épületbe. Az Eötvös Kollégium fogalom. Hírnevét a magas színvonalú, értékközpontú és szabad légkörben zajló oktató- és kutatómunka, valamint egykori diákjai későbbi teljesítményei alapozták meg. A magyar kulturális és tudományos élet olyan kiválóságai voltak tagjai, mint Kodály Zoltán, Szekfű Gyula, Sőtér István, Gombocz Zoltán, Balázs Béla, Laczkó Géza, Kuncz Aladár és sokan mások.
A Krétakör Bázis feladata a Krétakör Alapítvány által támogatott innovatív, kulturális műhelyek és művészek befogadása.
2009 és 2011 között befogadott/támogatott műhelyek és művészek:
Accord Quartett, Bodzsárk Márk, Dargay Marcell, dunaPart – kortárs előadóművészeti showcase, Feldmár Intézet, Hegyi Dóra – tranzitblog.hu, Kárpáti Péter, Káva Kulturális Műhely, Kék Pont Drogkonzultációs Központ és Ambulancia Alapítvány, Láng Annamária, Németh Gábor Péter, Schermann Márta, Simon Balázs – Utcaszak, Újvári Milán – RadiotBallet, Tranzit.hu, Zsótér Sándor – Maladype Színház

## Színház
A szervezet elődje, a Krétakör Színház 1995 és 2008 között állandó épülettel, játszóhellyel nem rendelkező magyar színtársulat volt. „A kréta a mulandóság és az újjászületés metaforája: ha megrajzoljuk a kört, elkezdünk valamit, s mikor végeztünk, feltöröljük a krétaport magunk után.” – (Schilling Árpád)
A színházat Schilling Árpád alapította 1995-ben, mielőtt felvették a Színház- és Filmművészeti Egyetem színházrendező szakára. Kezdetben a Krétakörnek állandó társulata sem volt, Schilling felkért színészekkel hozta létre az előadásait. 1998-ban csatlakozott a Krétakör Színházhoz Gáspár Máté, aki a 2000-től állandó társulatként működő színház produkciós vezetője, később ügyvezetője lett. A színház 2000-ben a párizsi Odeon Színház meghívására adta elő a francia fővárosban Bertolt Brecht: Baal című darabját, amely osztatlan sikert aratott mind a szakmai körökben, mind a közönség soraiban. Ezzel vette kezdetét a Krétakör Színház nemzetközi diadalútja. 2002-től Patrick Sommier, francia színházvezető, jóvoltából működéséhez jelentős tőkeinjekciót kapott, amely meghatározó fejlesztéseket tett lehetővé: erre az évadra a színház 40 fős társulatot szerződtethetett. Ettől kezdve a társulattal már nem csak Schilling, hanem más vendégrendezők is dolgoztak, többek között Mundruczó Kornél és Zsótér Sándor, a magyar film-, és színházművészet kiemelkedő alakjai. A társulat ebben a formában 2008. június 30-ig működött együtt. 2008-ban a Krétakör Színház Schilling Árpád döntése nyomán Krétakörré alakult át.